# Chrysogaster africana
Chrysogaster africana är en tvåvingeart som beskrevs av Hull 1944. Chrysogaster africana ingår i släktet ängsblomflugor, och familjen blomflugor. Inga underarter finns listade i Catalogue of Life.